# Lanistes intortus
Lanistes intortus е вид коремоного от семейство Ampullariidae.

## Разпространение
Видът е разпространен в Демократична република Конго.